# James Somerville (homme politique ontarien, comté de Bruce)
Pour les articles homonymes, voir James Somerville et Somerville.
James Somerville (31 janvier 1826-19 septembre 1898) est un homme politique canadien de l'Ontario. Il est député fédéral libéral de la circonscription ontarienne de Bruce-Ouest de 1882 à 1887.

## Biographie
Ne à Dunfermline dans le Fife en Écosse, Somerville immigre avec sa famille à Dundas dans le Haut-Canada. Il fonde ensuite le village de Lucknow (en) et construit une scierie et érige une minoterie. En 1863, il milite ensuite avec la population afin que Lucknow soit reconnu comme un village incorporé et donne le terrain servant à l'établissement de l'hôtel de ville.
Il entame une carrière publique en siégeant comme conseiller du canton de Wawanosh (en) et du canton de Kinloss (en). 

## Résultats électoraux
Modèle:Élection générale canadienne de 1882 — Bruce-Ouest